# Вила „Морпурго“
Вила „Морпурго“ (на гръцки: Βίλλα Μορπούργκο) е историческа постройка в град Солун, Гърция.

## История
Сградата е разположена в южния квартал Пиргите (Депо), на улица „Херония“ № 16, срещу Вила „Алатини“. Построена е в 1906 година от италианския архитект Виталиано Позели. Собственичката на вилата е Фани Узиел, италианска еврейка, жена на Моисей Морпурго, директор на Мелница „Алатини“. Сградата е отдадена под наем на Патриотичната фондация за социална помощ. През май 1952 година наследниците на Морпурго продадават къщата на Никос Зартинидис, който прави някои промени в първоначалния дизайн и оформлението на сградата. В 1984 година министерството на културата я обявява за паметник на културата. От 1997 година в нея се помещава Консерваторията на Северна Гърция и Центърът за култура и изкуство „Виларте“.
В архитектурно отношение прозорците и железните елементи са в ар нуво стил.